# Baiami
Baiami is een geslacht van spinnen uit de  familie van de Desidae.

## Soorten
- Baiami brockmani Gray, 1981
- Baiami glenelgi Gray, 1981
- Baiami loftyensis Gray, 1981
- Baiami montana Gray, 1981
- Baiami stirlingi Gray, 1981
- Baiami storeniformis (Simon, 1908)
- Baiami tegenarioides (Simon, 1908)
- Baiami torbayensis Gray, 1981
- Baiami volucripes (Simon, 1908)